# René Gabriel
René Gabriel (* 1957) ist ein Schweizer Koch, Weinkritiker und Autor.

## Leben
René Gabriel wurde 1957 im Schweizer Kanton Nidwalden geboren. Er absolvierte eine Lehre als Koch im Hotel Gütsch in Luzern. 1986 übernahm er das Hotel Kreuz in Sempach. In dessen Gasthaus erkochte er 13 Gault-Millau-Punkte und präsentierte eine spektakuläre Weinkarte mit mehr als 1.000 Positionen.
Von 1990 bis 2005 war er Chef-Einkäufer der Mövenpick-Weinhandelsgruppe. Sodann machte er sich als Händler selbständig. Bereits zuvor hatte er sich der Weinpublizistik zugewandt. Er verfasste Monografien zum Thema Wein, zudem schrieb er für die Zeitschrift Vinaria. Seit 1992 gibt er den monatlichen Infoletter Weinwisser heraus.

## Schriften
- Bordeaux Total. Orell Füssli, Zürich 2004, ISBN 978-3-280-05114-6.
- Bordeaux Total – Pocket Guide. Orell Füssli, Zürich 2006, ISBN 978-3-280-05194-8.
- Weingeschichten. Orell Füssli, Zürich 2008, ISBN 978-3-280-05306-5.
- Weinbibel. Granchâteau, Eschenbach 2015, ISBN 978-3-9520179-2-0.